# Ebrechtella concinna
Ebrechtella concinna là một loài nhện trong họ Thomisidae.
Loài này thuộc chi Ebrechtella. Ebrechtella concinna được Tord Tamerlan Teodor Thorell miêu tả năm 1877.